# Zagrebačka obilaznica
Zagrebačka obilaznica je autocesta koja djelomično okružuje Zagreb.
Najveći dio, između čvorova Jankomir i Ivanja Reka, izgrađen je između 1977. i 1979. godine (pušten u promet polovicom 1981. godine), dok je dionica Ivanja Reka – Sveta Helena izgrađena između 1996. i 1999. godine. Obilaznica je duga 48,9 kilometara, proteže se oko grada od sjeverozapadnog predgrađa Zaprešića do Svete Helene na sjeveroistoku. Obilaznica dva puta prelazi rijeku Savu i sastoji se od mosta preko preljevnog kanala Sava-Odra. Budući da najprometniji dijelovi između čvorova Jankomir i Buzin nose promet od približno 45 000 AADT-a, to je najkorišteniji sektor autoceste u Hrvatskoj.
Zagrebačka obilaznica nije označena kao zasebna autocesta s posebnim brojem autoceste, već se sastoji od dionica triju autocesta:
- A2 Zaprešić – Zagreb zapad (Jankomir)
- A3 Zagreb zapad (Jankomir) - Lučko - Buzin - Kosnica - Zagreb istok (Ivanja Reka)
- A4 Zagreb istok (Ivanja Reka) - Sesvete - Popovec - Sveta Helena

Te dionice autoceste prate dionice državnih cesta D1 i D3, kao i europske rute E59, E65, E70 i E71.
Obilaznica trenutno ima četiri prometne trake cijelom svojom duljinom, s trakom za zaustavni promet u svakom smjeru. U svom sadašnjem obliku, zagrebačka obilaznica ima mali broj široko razmaknutih čvorova. Na primjer, sadašnji čvor Zaprešić produžuje putovanje od Zaprešića do Zagreba preko obilaznice za 4,5 km. Posljednje novo čvorište izgrađeno je 2007.–2008. kod Kosnice na jugoistoku, kako bi se Domovinski most i Zagreb povezali Radničkom cestom (Ž1029).
Uz obilaznicu postoje dva odmorišta: odmorište Lučko nalazi se između čvorišta Jankomir i Lučko, u kojem se nalazi Motel Plitvice, poznat po pješačkom mostu preko obilaznice, dok se odmorište Sesvete nalazi između čvorišta Popovec i Sveta Helena. Novo odmorište planirano je između čvorišta Jakuševec i Kosnica.